# Tunguska-Ereignis
Das Tunguska-Ereignis bestand aus einer oder mehreren sehr großen Explosionen (daher auch Tunguska-Explosion) am 30. Juni 1908 im sibirischen Gouvernement Jenisseisk, der heutigen Region Krasnojarsk, deren Ursache sich bisher nicht zweifelsfrei klären ließ. Das Ereignis fand in der Nähe des Flusses Steinige Tunguska (Podkamennaja Tunguska) im Siedlungsgebiet der Ewenken statt.
Als wahrscheinlichste Ursache gilt der Eintritt eines Asteroiden, des nach der Region benannten Tunguska-Asteroiden, oder eines kleinen Kometen in die Erdatmosphäre, wo er in einigen Kilometern Höhe explodierte. Nach neueren Erkenntnissen ist auch eine vulkanische Eruption nicht auszuschließen.

## Ablauf

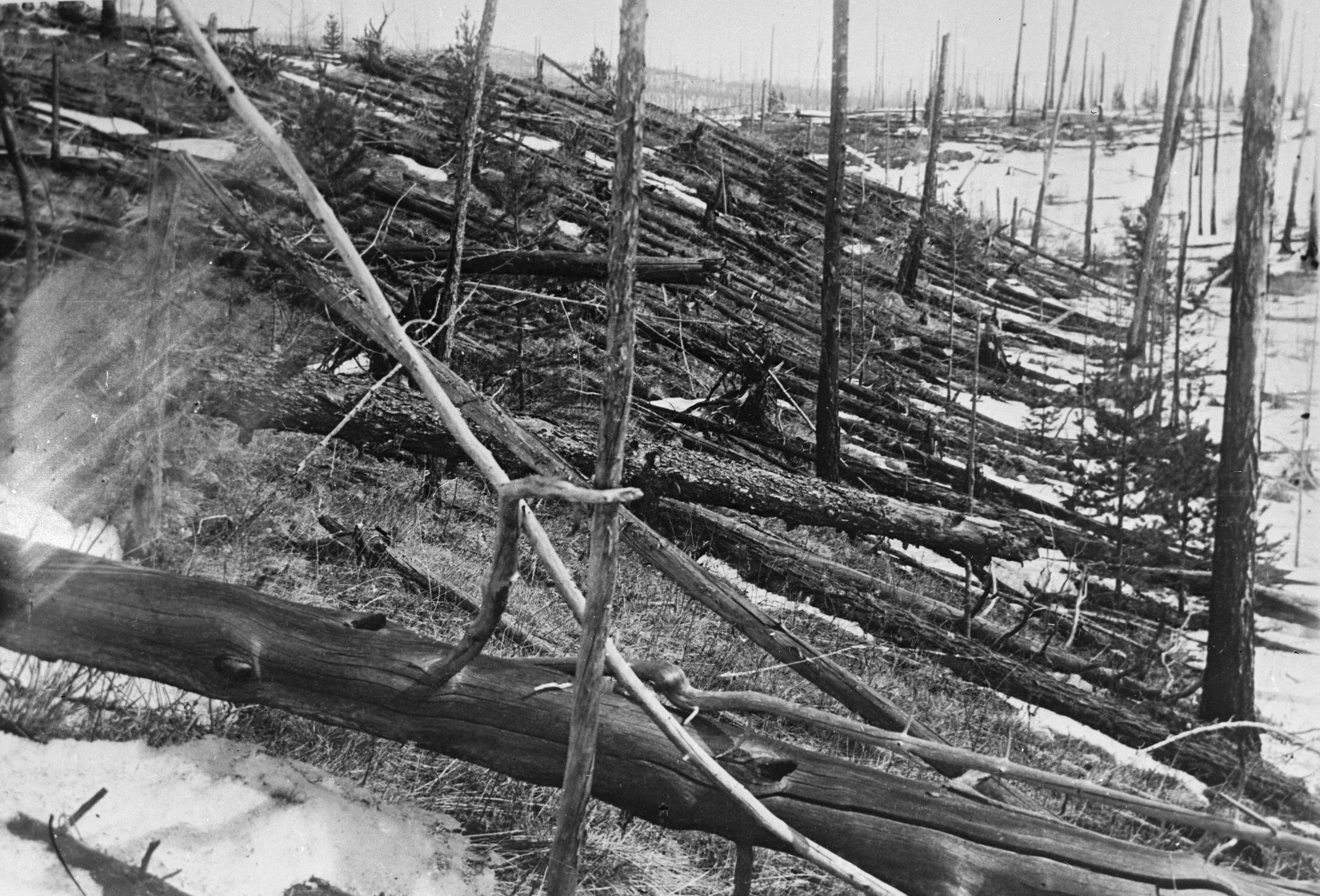
Tunguska-Ereignis

Die meisten Augenzeugen berichten von einer Explosion am 17. Junijul. / 30. Juni 1908greg. gegen 7:15 Uhr, einige jedoch auch von mehreren bis hin zu vierzehn Explosionen. Es wird dazu berichtet, dass das Phänomen eine Zeit lang andauerte, sodass auch der Eindruck einer Flugbahn eines hellen Körpers entstand. Bei dem Ereignis wurden Bäume bis in etwa 30 Kilometer Entfernung entwurzelt und Fenster und Türen in der 65 Kilometer entfernten Handelssiedlung Wanawara eingedrückt. Experten schätzen, dass auf einem Gebiet von über 2000 km² rund 60 Millionen Bäume umgeknickt wurden. Noch in über 500 Kilometern Entfernung wurden ein heller Feuerschein, eine starke Erschütterung, eine Druckwelle und ein Donnergeräusch wahrgenommen, unter anderem von Reisenden der Transsibirischen Eisenbahn. Die Einwohner des Ortes Kirensk, 450 km vom Ereignisort entfernt, sahen eine Fontäne aufsteigen, wobei die Höhe der Fontäne auf mindestens 20 km geschätzt wird. Aufgrund der dünnen Besiedlung des Gebietes gibt es keine verlässlichen Berichte über Verletzte oder Tote. Je nach Quelle werden getötete Rentiere und keine oder bis zu zwei menschliche Opfer genannt.
In allen meteorologischen Stationen Europas und Nordamerikas registrierten die Seismographen die Erschütterung der Erdrinde. Die sich mit Schallgeschwindigkeit ausbreitende Druckwelle erreichte das 970 km entfernte Irkutsk in einer Stunde, das 5000 Kilometer entfernte Potsdam nach 4 Stunden, 42 Minuten und Washington, D.C. nach 8 Stunden. Die Messgeräte in Potsdam empfingen die Signale nach 30 Stunden und 29 Minuten ein zweites Mal, nachdem sie die Erde einmal umrundet hatten. Während der folgenden Nächte zeigten sich über den mittleren Breiten Europas silbern leuchtende Wolken von außergewöhnlichem Glanz. Die Durchsichtigkeit der Atmosphäre war durch die aufgewirbelten Staubmassen getrübt. Trotz dieser vielfältigen Auswirkungen fand das Ereignis unter Wissenschaftlern wenig Beachtung, was wohl auch den noch in den Anfängen befindlichen Kommunikationsmöglichkeiten des frühen 20. Jahrhunderts geschuldet ist.

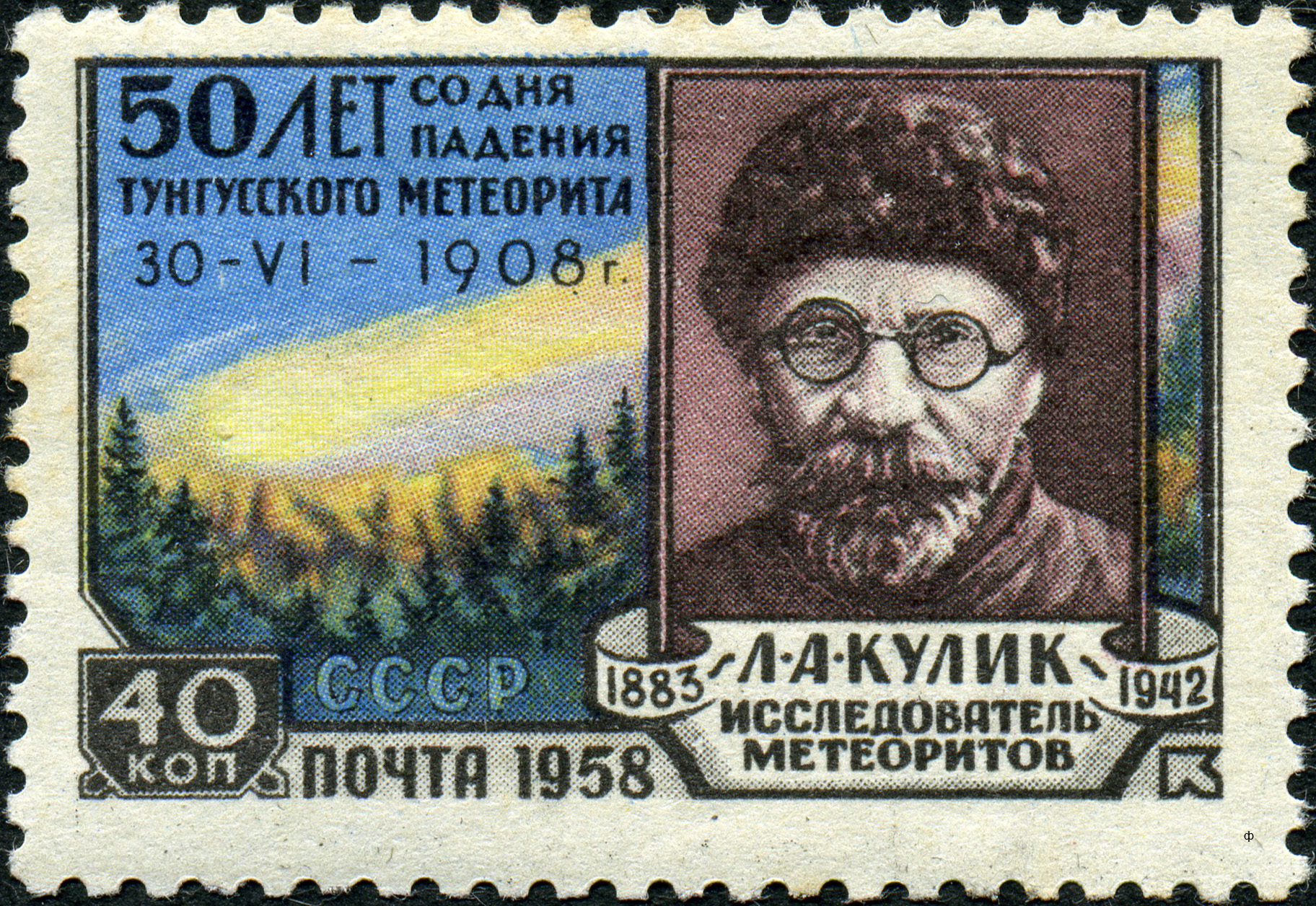
Darstellung des Tunguska-Meteoriten und des Geologen Kulik auf einer sowjetischen Briefmarke aus Anlass des 50. Jubiläums des Ereignisses

Der russische Mineraloge Leonid Kulik sammelte auf einer Expedition 1921/1922 erste Informationen, gelangte aber nur bis Kansk in 600 Kilometern Entfernung vom Explosionsort. Erst 1927 konnte eine größere Expedition der Sowjetischen Akademie der Wissenschaften unter Leitung von Kulik bis zum verwüsteten Gebiet vordringen. Sie fanden ein etwa 25 km im Durchmesser messendes Gebiet mit großen Verwüstungen. Große, starke, meist hundertjährige Bäume waren entwurzelt worden, ihre Baumkronen zeigten vom Einschlagsort weg.
Die Besatzung des Luftschiffes Graf Zeppelin suchte bei dessen Erdumrundung im August 1929 vergeblich nach einem Krater. In den Jahren 1937/1938 veranlasste Kulik Luftbildaufnahmen der Region. Die aus einem Flugzeug aufgenommenen Fotos zeigten zwei Einschlagsorte im zerstörten Wald und bestätigten die Fallrichtung der Bäume.
Die Koordinate des vermuteten „Epizentrums“, ermittelt aus den Richtungen, in die die Bäume umstürzten, ist 60° 53′ 9″ N, 101° 53′ 40″ O (andere Angabe: 60° 53′ 11″ N, 101° 55′ 11″ O), die Höhe des Ereignisses über der Erdoberfläche wird auf 5 bis 14 Kilometer geschätzt. Die seismischen und barometrischen Aufzeichnungen ergaben einen Zeitpunkt um etwa 0:14 Uhr Weltzeit (7:14 Uhr Ortszeit).
Noch bis um 1940 untersuchten Wissenschaftler die Gegend. Kulik fand in Torfschichten, die den Sumpf bedeckten, feinste Gesteinstrümmer, deren Alter oder Herkunft aber nicht genauer bestimmt werden konnten. Auch geschmolzene Quarzstücke wurden dem Boden entnommen, in denen Nickel-Eisen-Verbindungen nachgewiesen wurden.
Der Zweite Weltkrieg verhinderte weitere Sucharbeiten.

## Stärke
Die Schätzungen über die Sprengkraft variieren stark. Sie gingen noch in den 1980er Jahren von bis zu 50 Megatonnen TNT aus. Jüngere Berechnungen gehen von einer mit 2 bis 4, maximal 5 Megatonnen TNT vergleichbaren Sprengwirkung aus. Grund dafür könnte ein mächtiger heißer Luftstrahl gewesen sein, der nach der Explosion eines Kometen in der Höhe dessen Weg zum Boden fortsetzt und dort eine stärkere Druckwelle und höhere Temperaturen hervorrufen würde.

## Hypothesen

### Einschlaghypothesen
Die Ursache des Ereignisses ist bis heute ungeklärt. Als am wahrscheinlichsten gilt der Eintritt eines Steinasteroiden oder Kometen von geringer Dichte und einem Durchmesser von 30 bis 80 Metern, der etwa 5 bis 14 Kilometer über dem Boden explodierte und daher keinen Krater verursachte. 1978 stellte der slowakische Astronom Ľubor Kresák die These auf, dass das Tunguska-Ereignis durch ein Fragment des periodischen Kometen Encke ausgelöst worden sein könnte.
Modellrechnungen ergaben jedoch, dass Kometen bereits weiter oben in der Atmosphäre verpuffen. Eisenmeteoroide gelangen im Gegensatz zu Steinmeteoroiden beim Durchfliegen der Erdatmosphäre unversehrter und häufiger bis zur Erdoberfläche. Sie können zwar zerfallen, rufen jedoch keine derart explosionsartige Erscheinung hervor.
Bis heute wurden keine mit bloßem Auge sichtbaren Bruchstücke eines eingeschlagenen Himmelskörpers (Impaktors) gefunden. Eine kleinere Vertiefung wurde von Kulik als Krater gedeutet, was sich allerdings nicht bestätigt hat. Die Suche nach mikroskopisch kleinen staubförmigen Überbleibseln des Impaktors oder chemischen und isotopischen Anomalien, wie sie bei Eintritt außerirdischen Materials zu erwarten wären, erbrachte bisher nur geringe Erfolge. Gefunden wurden winzige Partikel, Diamantstaub, Graphitsplitter und geschmolzene Eisen- und Nickelkörnchen. Nach theoretischen Abschätzungen der möglichen Bahnen des Tunguska-Boliden ist ein Steinasteroid am wahrscheinlichsten, obwohl auch hier ein Komet nicht vollständig ausgeschlossen wird. Die Ergebnisse einer Tunguska-Expedition von 1999 unterstützen die Ansicht vom Meteoriteneinschlag.
Im Juni 2007 veröffentlichte eine italienische Forschergruppe nach einer Expedition unter Leitung des Meeresgeologen Luca Gasperini in der Online-Zeitschrift Terra Nova ihre Vermutung, dass es sich beim Tscheko-See um den Krater eines Impaktors handle. Der See liegt ca. 8 Kilometer nördlich des Epizentrums und könnte von einem Bruchstück des ursprünglichen Boliden herrühren. Russische Wissenschaftler haben im Januar 2017 die Theorie, dass der Tscheko-See der Krater des Tunguska-Ereignisses ist, vielleicht widerlegt, da er ihren Untersuchungen zufolge bereits vor über 280 Jahren entstanden sein dürfte.
Nur wenige Stunden nach dem Tunguska-Ereignis wurde in einem ukrainischen Dorf in der Umgebung von Kiew ein Meteoritenfall beobachtet. Zwischen dem aufgefundenen Meteoriten (L6-Chondrit von 1,9 kg, nach seinem Fundort Kagarlyk benannt) und dem Tunguska-Ereignis wurde wegen des ansonsten unwahrscheinlichen zeitlichen Aufeinandertreffens ein Zusammenhang vorgeschlagen. Messungen des Bestrahlungsalters von Kagarlyk ergaben jedoch einen für L6-Chondrite sehr typischen Wert von 16,2 Millionen Jahren. Demnach ist es unwahrscheinlich, dass Kagarlyk sich erst kurz vor der Explosion vom Tunguska-Objekt abgespalten hat, wie Steel angenommen hatte; Kagarlyk scheint eher die gleiche Herkunft zu haben wie die anderen L6-Chondrite.
2013 wurden extraterrestrische Fragmente analysiert, die bereits 1978 in dem Gebiet gefunden worden waren. Weitere Untersuchungen stehen noch aus.

### Geophysikalische Hypothesen
Der sowjetische Wissenschaftler Andrei Olchowatow favorisierte Ende der 1980er Jahre eine rein geophysikalische Deutung des Tunguska-Ereignisses. Ihm folgte der deutsche Astrophysiker Wolfgang Kundt, der die These vertrat, dass es sich um einen vulkanähnlichen Ausbruch gehandelt habe. Demnach wäre das Ereignis als Explosion von 10 Millionen Tonnen Erdgas zu erklären, das über Risse aus einem unterirdischen natürlichen Erdgaslager unter hohem Druck entwich, bis in hohe Atmosphärenschichten mit hoher Geschwindigkeit aufstieg, sich durch Reibungselektrizität entzündete und in einer Flammenfront bis hinunter zur Austrittsstelle abbrannte. Dies würde die von Zeugen berichteten verschiedenen Bewegungsrichtungen der hellen Leuchterscheinung erklären. Auch ein leichtes Erdbeben und merkwürdige atmosphärische Leuchterscheinungen, die in den Tagen vor der Explosion beobachtet wurden, könnten damit in Zusammenhang stehen. Es wird ebenfalls berichtet, dass es in den Tagen nach dem Ereignis in Europa und Asien ungewöhnlich helle Nachthimmel gab. So war es in London zum Beispiel möglich, eine Zeitung in diesem Licht zu lesen.
Allerdings kann diese Theorie nicht so leicht die Helligkeit der Explosion erklären, da die Leuchtdichte eines in Luftsauerstoff brennenden Gases kaum größer als die einer Kerzenflamme ist und es keine derart intensive Wärmestrahlung aussendet, wie sie tatsächlich von vielen Menschen wahrgenommen wurde. Daher erfordert eine Gasverbrennung ein sehr großes Flammenvolumen, um die im 65 Kilometer entfernten Wanawara beobachtete Licht- und Wärmestrahlung zu erklären.
Eine weitere Hypothese ist, dass es sich beim Tunguska-Ereignis um ein jüngeres Verneshot-Ereignis (eine vulkanische Eruption, die durch massiven Druckaufbau von Gas unterhalb der Erdkruste eines Kratons entsteht) handelte. Der Ort, an dem das Ereignis stattfand, befindet sich inmitten des Sibirischen Trapps, eines großen Gebietes magmatischen Gesteins, das sich um die Wende vom Perm zur Trias gebildet hat (zu diesem Zeitpunkt vor rund 252 Millionen Jahren fand das größte bekannte Massenaussterben der Erdgeschichte statt, bei dem 75 % der an Land lebenden und 95 % der marinen Wirbellosen ausstarben, siehe Perm-Trias-Grenze). Jüngere Arbeiten vermuten eine zirkuläre Senke unterhalb des Trapps, was gemäß der Hypothese eine Voraussetzung für die Entstehung eines Verneshots wäre. Gemäß dem Verneshot-Modell würde die kratonische Erdkruste unterhalb dieser Region einen Schwachpunkt bilden, der die Entstehung einer Kimberlitröhre – die auch tatsächlich an anderen Orten Mittelsibiriens gefunden wurden – oder aber eines Mikro-Verneshots ermöglichen, also eines Ausbruchs vulkanischen Gases, das sich anschließend in der Atmosphäre entzündete. Diese Hypothese ist jedoch umstritten, und das Tunguska-Ereignis wird nur als mögliches Beispiel eines Verneshots aufgeführt.

### Außenseiterhypothesen
Da nach über einhundert Jahren keine gesicherte Erklärung zur Ursache existiert, halten sich auch etliche exotische Hypothesen, die keine wissenschaftliche Anerkennung gefunden haben. So wurden unter anderem der Einschlag eines kleinen Schwarzen Loches, der Absturz eines extraterrestrischen Raumschiffs oder eine Explosion der dort zahlreich vorkommenden Mücken, vergleichbar einer Staubexplosion, die „Mückenexplosion“, für das Ereignis verantwortlich gemacht. Eine andere Theorie bringt das Tunguska-Ereignis mit den Experimenten zur Hochfrequenz-Energieübertragung von Nikola Tesla in Verbindung. Dieser experimentierte seit 1898 an einem Verfahren zur drahtlosen Energieübertragung durch die Ionosphäre. Hierfür verwendete er zur Zeit des Ereignisses im Jahr 1908 die dafür 1901 eigens errichtete Experimentalanlage des Wardenclyffe Tower auf Long Island, USA. Nach einer anderen Theorie des Teilchenphysikers Robert Foot von der Universität Melbourne könnte es sich auch um eine Kollision der Erde mit einem Weltraumkörper aus Spiegelmaterie (mirror matter; eine hypothetische Materieform, aus der z. B. die Dunkle Materie bestehen könnte) gehandelt haben.

## Darstellung in verschiedenen Medien
Das Tunguska-Ereignis wird in etlichen Romanen, Filmen, Musikstücken und Spielen thematisiert bzw. fiktionalisiert.

### Romane und Erzählungen
- 1908: Georg Heym bezog sich auf das Tunguska-Ereignis als Apokalypse in seinem Tagebuch und dem Gedicht Den Wolken I.
- 1932, Januar: Ein Meteor fällt vom Himmel.[37]
- 1951: Stanisław Lem verarbeitete das Tunguska-Ereignis in seinem Roman Die Astronauten. Er schildert die Explosion eines Raumschiffs, das von einer auf der Venus beheimateten Zivilisation stammt. In der Verfilmung des Romans Der schweigende Stern wird die Explosion als Absturz eines Raumschiffs der Venus-Bewohner interpretiert.
- 1965: Die Brüder Strugazki stellten im Buch Der Montag fängt am Samstag an eine humorvolle phantastische These auf, dass das Tunguska-Ereignis von einem „kontramoten“ Raumschiff verursacht wurde, das auf der Zeitachse rückwärts reist: Es landete auf der Erde, entzündete beim Landen die Taiga und wanderte dann weiter durch die Zeit zurück, so dass keine Spuren an der Brandstelle zurückblieben.
- 1983: Ian Watson lässt im Science-Fiction-Roman Chekhov’s Journey (dt. Tschechows Reise) ein havariertes, in der Zeit zurückstürzendes russisches „flux ship“ aus der Zukunft das Ereignis von 1908 verursachen, alternativweltlich verschränkt mit der durch Sibirien führenden Reise zur Strafkolonie auf Sachalin, die Anton Tschechow im Jahr 1890 unternahm.
- 1996: Wolfgang Hohlbein verknüpft das reale Ereignis von 1908 über dem Gebiet des Flusses Steinige Tunguska in seinem Fantasyroman Die Rückkehr der Zauberer mit einer fiktiven Handlung, in der 80 Jahre später ein junger Journalist auf die Geschichte stößt und erfährt, dass durch die Explosion das Tor zu einer anderen Dimension aufgestoßen wurde.
- 2004: Im Roman Bro von Vladimir Sorokin verbindet die Hauptfigur – sie wird genau zu dem Zeitpunkt geboren und ist später Teilnehmer der zweiten Kulik-Expedition – eine besondere Beziehung mit dem Tunguska-Ereignis. Eine dabei auf die Erde gelangte außerirdische Eismasse (Ljod – Лёд) spielt eine zentrale Rolle in der im Stil eines mystischen Realismus gehaltenen Handlung.
- 2005: In Peter Schwindts Roman Das Portal aus der Reihe Justin Time wird das Ereignis durch den Absturz eines mit Antimaterie betriebenen Satelliten verursacht, der Teil eines Zeitportals war, mit dem eine wahnsinnige Wissenschaftlerin die Weltherrschaft erringen wollte.
- 2006: In Thomas Pynchons Roman Gegen den Tag werden mehrere Erklärungen für das Tunguska-Ereignis angeführt, darunter ein Meteoriteneinschlag, der Besuch von Außerirdischen und ein fehlgeleiteter Energiestrahl aus den Experimenten von Nikola Tesla zur drahtlosen Energieübertragung. Es wird nicht erwähnt, ob eine davon als „korrekte“ Erklärung zu betrachten sei.
- 2008: In Christian Krachts alternativ-weltgeschichtlichem Roman Ich werde hier sein im Sonnenschein und im Schatten ist das Tunguska-Ereignis Auslöser für den Wendepunkt der Handlung, da Lenin nicht aus der Schweiz in das durch das Ereignis verstrahlte Russland zurückkehrt, um die Russische Revolution herbeizuführen, sondern stattdessen die Schweiz zu einer sozialistischen Räterepublik umfunktioniert.
- 2020/2021: In seiner vierteiligen Romanreihe Der Meteor verwendet der Autor Joshua Tree das Tunguska-Ereignis als ein zentrales Element seiner fiktiven Handlung.

### Musik
- Der japanische Musiker und Komponist elektronischer Musik Isao Tomita (1932–2016) thematisierte das Tunguska-Ereignis auf dem 1978 veröffentlichten Album The Bermuda Triangle mit dem Titel The Dazzling Bright Cylindrical Object Which Had Crashed Into Tunguska, Siberia.

### Theater
- Im Herbst 2009 brachte das Theater Freuynde + Gaesdte das Stück Tunguska Molchanje zur Uraufführung. In der wortlosen Inszenierung (Regie: Zeha Schröder) dient das Tunguska-Ereignis als Chiffre für das Unaussprechliche schlechthin – für alles, was zwischen Menschen unerklärt bleibt und zu Missverständnis und Entfremdung führt. Im Vorfeld der Probenarbeit hat das vierköpfige Ensemble eine aufwendige Recherchereise nach Wanawara und von dort aus zu Fuß bis ins Epizentrum des Ereignisses unternommen. Gemeinsam mit vier sibirischen Trappern sind die Theaterleute bis zur verlassenen Blockhütte L. Kuliks vorgedrungen. Ihre Erlebnisse sowie Videoaufzeichnungen der Expedition wurden in die Inszenierung integriert, die im Folgejahr zum Festival theaterszene europa eingeladen wurde.[38]

### Philosophie
- 2011: Michael Hampe verwendet in Tunguska oder das Ende der Natur das Tunguska-Ereignis als Aufhänger für komplexe naturphilosophische Betrachtungen, die teils in einer Wiederaufnahme der traditionellen philosophisch-literarischen Form des Totengesprächs präsentiert werden.

### Spiele
- 2006: Geheimakte Tunguska ist der Titel eines Computerspiels.
- 2023: Das Brettspiel Expeditions handelt davon, dass „ein massiver Meteorit in der Nähe des Tunguska-Flusses eingeschlagen“ ist.[39]

### Comics
- 1998: Im Lustigen Taschenbuch Nr. 247 geht Indiana Goof zusammen mit Micky Maus in der Geschichte Der große Knall auf Expedition nach dem Ursprung des Tunguska-Ereignisses, wobei sie herausfinden, dass es eine ungewollte Nuklearexplosion war.
- 2008: In Achim Stößers Cartoonreihe Pater Anselms Weltraummission gerät das Raumschiff in einen Zeitstrudel, worauf der Antiatom-Meiler abgeworfen werden muss, weil eine Kernschmelze droht, und so das Tunguska-Ereignis auslöst.[40]

### TV-Serien
- 1996: In Akte X – Die unheimlichen Fälle des FBI reist in den Folgen Tunguska 1 und 2 (Staffel 4) Agent Fox Mulder zur Tunguska und erwähnt das Tunguska-Ereignis als einen potenziellen Absturz eines UFOs.
- 2021: In den sechs letzten Folgen (7–12) der zweiten Staffel von UFOs wird das Ereignis gedeutet als ein winziges schwarzes Loch, das sibirische Ureinwohner durch eine misslungene Verwendung zurückgelassener außerirdischer Technologie verursacht haben sollen.

### Deutsch
- Dagmar Röhrlich: Grollen über Tunguska. Was geschah vor 100 Jahren in der Taiga? Deutschlandfunk, 22. Juni 2008.
- Markus Becker: Historische Explosion: Tunguska-Rätsel vor Lösung – Spur führt zum Krater. Spiegel Online, 27. Juni 2007.
- Dagmar Röhrlich: Das Rätsel von Tunguska. Deutschlandfunk, 29. Juni 2003.
- Torsten Migge: Tunguska. Die Explosions-Katastrophe im sibirischen Wald von 1908. science-explorer.de, 2000.
- Axel Bojanowski: Der sagenhafte Knall. 100 Jahre Tunguska-Katastrophe. sueddeutsche.de, 27. Juni 2008.
- Jan Hattenbach: Tunguska, das Space-Shuttle … und viel Dampf. kosmologs.de, 30. Juni 2009.
- Das Rätsel von Tunguska. Dokumentation 2008.
- Wolfgang Burgmer: 30.06.1908 - Tunguska-Ereignis findet in Sibirien statt WDR ZeitZeichen vom 30. Juni 2018. (Podcast)

### Englisch
- Sandia National Laboratories: Sandia supercomputers offer new explanation of Tunguska disaster. Sky & Telescope, 17. Dezember 2007 (englisch).
- David Tytell: Has a Tunguska Crater Been Found? Sky & Telescope, 22. Juni 2007 (englisch).
- Andrei E. Zlobin: Quasi Three-dimensional Modeling of Tunguska Comet Impact (1908). (Memento vom 7. April 2008 im Internet Archive). Poster Paper, 2007 Planetary Defense Conference, The Aerospace Corporation, 7. März 2007 (PDF; 466 kB, englisch).
- Andrei E. Zlobin: Discovery of probably Tunguska meteorites at the bottom of Khushmo river’s shoal. arxiv:1304.8070.
- Andrei E. Zlobin: Tunguska similar impacts and origin of life. In: Modern scientific researches and innovations. Nr. 12, Dezember 2013.
- Giuseppe Longo: The Tunguska event. (PDF; 18,5 MB). In: Peter T. Bobrowsky, Hans Rickman: Comet/Asteroid Impacts and Human Society. Springer 2007 (englisch).
- The Photo Album of the Turukhansk Polar Census Expedition 1926/27. 2004 (englisch/russisch, historische Fotografien).

### Russisch
- Tunguska.ru, Karte mit aktuellen Fotos: Karte mit Fotos tunguska.ru, 11. Oktober 2020.